# Galeodes tillmani
Espèce
Synonymes
- Galeodila tillmani Whittick, 1939

Galeodes tillmani est une espèce de solifuges de la famille des Galeodidae.

## Distribution
Cette espèce est endémique de Somalie. Elle se rencontre vers Burao.

## Publication originale
- Whittick, 1939 :  Notes on Solifugae (Arachnida).- I. Galeodidae. Annals and Magazine of Natural History, sér. 11, vol. 4, p. 444–450.